# كلاوس كونغ
كلاوس كونغ (بالألمانية: Klaus Küng)‏ (و. 1940  م) هو كاهن كاثوليكي، وطبيب نمساوي، ولد في بريغنز.

## مناصب
تولى منصب أسقف كاثوليكي (منذ 5 مارس 1989)
- مطران  [لغات أخرى]‏
- مطران  [لغات أخرى]‏

.

## التعليم
تعلم في جامعة فيينا
.

## روابط خارجية
- كلاوس كونغ على موقع مونزينجر (الألمانية)